# 葛德石
葛德石（George Babcock Cressey，1896年12月5日—1963年10月21日）。美国地理学家，作家，学者。出生于俄亥俄州的蒂芬，先后就读于丹尼森大学和芝加哥大学，并在芝加哥大学取得了地质学的博士学位。取得学位后，他来到沪江大学任教，并在中国广泛游历。在1929年回到美国之后，他完成了一本关于中国的先锋著作——《中国的地理基础》（China's Geographic Foundations）。
1931年，葛德石在克拉克大学取得了第二个地理学博士的学位。之后，他加入了雪城大学，在那里继续他的教授生涯。在雪城大学，他写过很多主题，但聚焦在“与世界范围的土地和耕地资源分配有关的人口问题”。尽管在他的游学生涯中曾去过六个大陆（除了澳大利亚）上的75个国家，他还是选择了亚洲为主要研究对象。葛德石还曾担任过院系主席，并使雪城大学的地理系研究生项目成为了全国顶尖。
除了学术著作，在二战期间，葛德石也曾为美国国务院、经济战委员会和军事情报部队做过咨询。战后，他也直言不讳地倡导要与中共改善关系，并在东亚和中东广泛游历，还获得了各种奖学金。他还高度参与了一些专业组织的工作，如担任国际地理联合会、亚洲研究协会和美国地理学家协会的主席。

## 早期生涯
葛德石于1896年12月15日出生于俄亥俄州的蒂芬市。他的父亲弗兰克·克雷西是一位浸会牧师，他的母亲弗朗西丝·巴布考克是第一位从芝加哥大学毕业的女性，在丹尼森大学教拉丁文。 高中毕业后，葛德石上了丹尼森大学的地质系，于1919年以学士身份毕业。随后，他进入芝加哥大学，在那里他师从著名的地质学家罗林·索尔兹伯里（Rollin D. Salisbury，1858-1922）学习，1921年获得地质学硕士学位，1923年获得地质学博士学位。 他的博士论文题目是《印第安纳沙丘与密歇根湖盆线》。
获得学位后，葛德石随美北浸礼会差会前往中国，并在上海沪江大学任教，既教授地质学，又教授地理学。在中国期间，他遇到了美国传教士玛丽恩·查特菲尔德，两人于1925年成婚，并育有一子三女。葛德石在中国期间，多次在东亚旅行，定期前去蒙古和鄂尔多斯沙漠。他的旅行经常遇到危险，并使他远离其他西方人。在一次旅行中，他在河北遭到一群强盗的殴打和抢劫。他在中国的旅行路程超过3万英里 ，并且成为了他开始写作《中国的地理基础：土地及人民调查》的基础。葛德石在离开中国前不久完成了这本书，并将手稿交给了商务印书馆准备出版。 然而，1932年，出版社被日本人轰炸，手稿在随后发生的火灾中失踪。

## 第二个博士及学术生涯
1929年，葛德石离开中国，回到美国，在哈佛大学学习一年。 1931年，他在克拉克大学获得地理学博士学位，论文主题是鄂尔多斯沙漠。同年，他加入了雪城大学，担任地理学和地质学教授，并很快成为该系主任。1931年9月日本入侵满洲后，葛德石在亚洲的旅行使他成为关于中国的热门专家和讲师，他经常出差，为学术界和大众讲课。葛德石还从他的原始笔记开始重新撰写《中国的地理基础》，并于1934年完成。
在这本书中，葛德石专注于描述中国的15个地理区域，但他也致力于“历史，地形，气候，农业和外贸”的章节。 格罗弗·克拉克在《政治科学季刊》中评论：“这本书对土地和人民与土地的关系做出了一个清晰、全面、可理解的描述。”这本书后来成为了“这个领域的标准作品” 。直到1980年代，这本书仍是西方有关中国地理的唯一教材。在中国国内，国民党很推崇这本书，但共产党对它提出了“强烈批评”，因为葛德石认为中国缺乏快速成为大型工业大国的资源。
在雪城大学任教期间，葛德石并没有中断他的旅行。他于1937年访问了莫斯科，在那里，他被请来咨询《大苏维埃世界地图集》（Great Soviet World Atlas）相关制作事宜。 此后，葛德石在苏联广泛旅行，返回美国后，尽管有反苏情绪，但他谈到苏联有着巨大的经济潜力。 因此，他赢得了“苏联同事们的信任和感谢”，让他获得了他们的知识和资源。20世纪30年代，葛德石还在雪城大学倾心开发学术产品，建立起“全美地理学最好的艺术硕士项目之一”。

## 二战生涯
在美国加入 第二次世界大战后，葛德石成为了几个政府部门的顾问，包括美国国务院、经济战委员会和军事情报部队。他曾为雪城大学的军队训练项目开设关于亚洲的课程和讲座，还在全美范围内公开演讲东亚问题。  在1943年和1944年间，他曾作为美国国务院文化的特邀访问教授来华。 在此期间，葛德石与 美国国家科学院合作，帮助中国建立大学，并着力提升中美关系。
战争期间，葛德石笔耕不辍。他的第二本著作《亚洲的土地与民众：三分之一领土与三分之二人口的地理学》（Asia's Lands and Peoples: A Geography of One-Third the Earth and Two-Thirds its People）于1944年面世。战争使美国人对亚洲这片土地的兴趣高涨，这本书就是主要针对一般美国民众的亚洲概况通识读物。在这本书里，葛德石也参与了如何划分亚洲与欧洲的讨论，他认为欧洲其实只是欧亚大陆的六个区域之一，其他五个区域分别是苏联，东亚，东南亚，印度和西南亚。葛德石还在书中提出了一个颇具争议的观点：“东亚持久和平的关键是强大的中国。” 这本书问世之后，大受欢迎。

## 战后生涯
战争结束后，葛德石成为雪城大学新独立出来的地理系系主任，并努力使雪城大学变成了亚洲研究的顶级机构。他将亚洲学者和研究生引入雪城大学，还用系里的资金向一些亚洲的大学的地理系寄送地图和书籍。在战争结束后的几年里，他还在美国地理学家协会，国际地理联盟和亚洲研究协会里积极活动。
在20世纪50年代的麦卡锡主义时期，葛德石对中国的兴趣和他对“美国外交政策缺点直言不讳的批评”，使他被列入各种“涉嫌同情共产党人的学者名单”。但这些指责毫无根据，而雪城大学继续全力支持着他的研究。讽刺的是，葛德石在美国被指控为共产主义同情者的同时，中国政府将他列入了资本主义敌人的名单。
1951年，葛德石从雪城大学地理系主任的位置上退休，成为新设立的麦克斯韦杰出教授（地理学）。其后十年里，他经常旅行并大量出版著作。他还获得了多项荣誉。1949年到1952年间，他担任国际地理联盟主席，并于1952年当选为副主席，直至1956年  。同年，他获得了美国地理学会的乔治戴维森奖章，并于1958年获得了全国地理教育理事会颁发的杰出服务奖 。1961年至1962年，他是Phi Beta Kappa全国访问学者，并于1962年至1963年担任亚洲国务院客座教授。葛德石还于1957年担任美国地理学家协会名誉主席，并于1959年和1960年担任亚洲研究协会主席。
1960年，葛德石出版了他的著作《交叉点：西南亚的土地与生活》 。书的第一部分，葛德石介绍了中东的地理特征概貌。 接下来的八章是具体的国家，从埃及到阿富汗，描绘出整个地区的图景。葛德石详细介绍了自然资源对中东各国的作用，尤其是水和水资源短缺的问题。这本书得到了很高的评价。
即使是拓宽了对地区的兴趣，葛德石对中国依然兴趣不减。在朝鲜争端以中共的胜利而告终后，他“持久关注着中美间接触的恢复”。他还推动了对中国的研究，希望教育出新一代通晓中国和东亚知识的地理学家。
1963年10月21日，葛德石在纽约雪城的家中，因癌症去世。

## 引文
1. ↑  . The New York Times. October 22, 1963.
2. 1 2 3 4 5  James, p. 254
3. 1 2 3 4 5  Herman, p.360
4. 1 2  Clark, Grover; Cressey, George Babcock. . Political Science Quarterly. September 1934, 49 (3): 461–462. JSTOR 2143232. doi:10.2307/2143232.
5. ↑  James, p. 255
6. ↑  Faris, Ellsworth. . American Journal of Sociology. 1934, 40: 379–380  [2009-08-10]. doi:10.1086/216755. （原始内容存档于2019-11-05）.
7. 1 2  Stamp, Dudley. . Geographical Review. April 1945, 35 (2): 332–333. doi:10.2307/211487.
8. 1 2 3 4 5  Herman, p. 361
9. ↑  James, pp. 255-256
10. 1 2  Dickinson, Robert. . The Geographical Journal. March 1964, 130 (1): 191.
11. ↑  . The New York Times. September 9, 1943: 30.
12. ↑  Clyde, Paul. . The Pacific Historical Review. December 1944, 13 (4): 435–436. doi:10.2307/3634331.
13. 1 2  James, p. 256
14. 1 2 3
15. 1 2 3 4  Herman, p. 362
16. ↑  . The New York Times. August 16, 1952: 12.